# شريان رقبي عميق
شريان رقبي عميق (بالإنجليزية: Deep cervical artery)‏‏ هو شريان يتفرعُ من جذع ضلعي رقبي.